# Массарыгин, Георгий Семёнович
Георгий Семёнович Массарыгин (25 мая 1898 — 9 августа 1979) — советский военачальник, участник Первой мировой, Гражданской и Великой Отечественной войн, генерал-майор танковых войск (1944).

## Биография
Родился 25 мая 1898 года в селе Титовка Шелковниковской волости Змеиногорского уезда Томской губернии (ныне село в Егорьевском районе Алтайского края). Русский. 
Окончил сельскую школы в селе Титовка (1910), Иркутский рабфак (экстерном, 1926).
Член ВКП(б) с 1920 года.
Окончил 2-е Томские пехотные курсы (1920),  Высшая тактическо-стрелковая школа командного состава РККА имени III Коминтерна. (1922) и Стрелково-тактический институт «Выстрел» (1930), Высшие образовательные курсы высшего комсостава Ленинградского ВО (1932), Военную ордена Ленина академию бронетанковых и механизированных войск Красной Армии имени И. В. Сталина (1941).

### Служба в армии
В Русской императорской армии с февраля по октябрь 1917 года. В РККА добровольно с 1 мая 1919 года.
С 1 мая 1919 года служил на разных командных должностях в 1-м партизанском отряде Мамонтова Е. Ф. С 10 августа 1919 года — помощник комиссар кавалерийского дивизиона 1-й партизанской дивизии Алтайского края. В октябре 1919 года его отряд влился в новосозданную Западно-Сибирскую крестьянскую Красную Армию.
С 12 февраля по 5 августа 1920 года — курсант 2-х Томских пехотных курсов. 
С 5 августа 1920 года — помощник командира роты 2-х Томских пехотных курсов. 
С 12 июля 1921 года по октябрь 1922 года — слушатель Высшей тактическо-стрелковой школы командного состава РККА.
С 24 октября 1922 года — командир пулемётного взвода, с 7 декабря 1922 года - помощник командира роты, с 26 мая 1923 года — преподаватель стрелкового дела 9-го пехотного Иркутского училища.
С 26 мая 1926 года — начальник пулемётной команды, с 1 января 1925 года - командир роты, - помощник начальника штаба 104-го Петропавловского стрелкового полка 35-й стрелковой дивизии.
С 1 октября 1925 года — исполняющий должность командира батальона 104-го стрелкового полка 35-й стрелковой дивизии (Сибирский военный округ). 
С 15 ноября 1926 года — начальник команды ВУЗовцев 104-го стрелкового полка 35-й стрелковой дивизии. 
С 1 ноября 1927 года — начальник команды ВУЗовцев 107-го Владимирского стрелкового полка 35-й стрелковой дивизии. 
С 8 мая 1929 года – начальник штаба 104-го стрелкового полка 35-й стрелковой дивизии.
С 7 ноября 1929 года по май 1930 года – слушатель Стрелково-тактических курсов усовершенствования комсостава РККА им. III Коминтерна (КУКС «Выстрел»).
С 31 мая 1930 года – преподаватель Полтавских курсов переподготовки начальствующего состава. 
С 24 апреля 1931 года – Начальник учебного отдела Объединенной Киевской школы. 
С 16 сентября – начальник учебных курсов Киевской объединённой школы командиров РККА имени С. С. Каменева.
До 1932 года руководитель тактики Орловскую бронетанковую школу имени М. В. Фрунзе.
С 23 мая 1932 года – слушатель Ленинградских бронетанковых курсов усовершенствования командного состава.
15.01.1935 года – назначен начальником сектора АБТВ Московского ВО.
02.02.1936 года – назначен командиром танкового батальона 84-й стрелковой дивизии (Тула). 
С 8 августа 1938 года – начальник АБТС 55-й стрелковой дивизии (Курск). 
С 1939 года – начальник АБТС 30-го стрелкового корпуса. 

## В Великую Отечественную войну
Начало Великой Отечественной войны встретил в должности исполняющего дела заместителя командира 51-й танковой дивизии (с 9 мая 1941). 
С 19 августа 1941 года — начальник АБТО 29-й армии. 
С 28 февраля 1942 года — заместитель командующего 29-й армией по танковым войскам.
С 20 августа 1942 года — заместитель командующего 22-й армии по танковым войскам.
С 22 января 1943 года — командующий БТ и МВ 22-й армии.
С 13 сентября 1943 года — командующий БТ и МВ 34-й армии.
С 28 февраля 1944 года — заместитель командующего БТ и МВ 4-й армии.

### После войны
С декабря 1945 года по июль 1946 года — слушатель Высшей военной академии им. Е. К. Ворошилова.
После академии назначен командующим БТ и МВ Туркестанского ВО.
С 3 февраля 1950 года — командующий БТ и МВ Таврического ВО.
23.06.1953 года назначен начальником военной кафедры Ждановского металлургического института (ЖдМИ) (ныне город Мариуполь).
Приказом МО СССР № 314 от 26.03.1958 года уволен в запас по ст. 59б с правом ношения военной формы одежды.
Умер 9 августа 1979 года. Похоронен на Городском кладбище в Подольске Московской области.

## Награды
- Орден Ленина(21.02.1945)[5];
- Орден Красного Знамени, трижды: (04.06.1944)[6], (03.11.1944)[7], (20.06.1949)[8];
- Медаль XX лет РККА, (1938)[4];
- Медаль «За оборону Москвы» (1944)[9];
- Медаль «В ознаменование 100-летия со дня рождения Владимира Ильича Ленина» (6 апреля 1970);
- Медаль «За победу над Германией в Великой Отечественной войне 1941-1945 гг.» , 9 мая

1945 года;
- Юбилейная медаль «Двадцать лет Победы в Великой Отечественной войне 1941—1945 гг.» (7 мая 1965[11]);
- Юбилейная медаль «30 лет Советской Армии и Флота»;
- Юбилейная медаль «40 лет Вооружённых Сил СССР»;
- Юбилейная медаль «50 лет Вооружённых Сил СССР»;
- Юбилейная медаль «60 лет Вооружённых Сил СССР»;
- Юбилейная медаль «70 лет Вооружённых Сил СССР»;

## Воинские звания
- майор (Приказ НКО № 01650/п от 1935)[12],
- полковник(Приказ НКО № 01015 от 07.1940)[12],
- генерал-майор танковых войск (Постановление СНК № 1219 от 05.11.1943)[12]

## Память
- На могиле установлен надгробный памятник (городское кладбище Подольск)[13].
- Имя воина увековечено в Главном Храме Вооружённых сил России и на мемориале «Дорога памяти»[14].